# Guido Alpa
Piero Guido Alpa (Ovada, 26 novembre 1947 – Genova, 7 marzo 2025) è stato un giurista e avvocato italiano.

## Biografia
Dopo il diploma al Liceo Andrea Doria di Genova, conseguito a pieni voti nel 1966, si è laureato con lode in giurisprudenza nel 1970 presso l'Università di Genova. Subito dopo, vinta una borsa di studio, inizia la carriera accademica come assistente incaricato alla cattedra di Istituzioni di diritto privato della stessa università, fino al 1977 quando è nominato assistente ordinario alla cattedra di Diritto civile sempre all'Università di Genova. Nel 1979, vinto un concorso a cattedre, diventa professore associato di diritto privato alla Facoltà di Giurisprudenza della stessa università, quindi ordinario nel 1983, titolare della cattedra di Istituzioni di diritto privato dell'Università di Genova, dove rimane fino al 1991; al contempo, tiene per incarico anche gli insegnamenti di Diritto civile e di Diritto privato comparato.
Dal 1991 fino al 2009, regge la cattedra di Istituzioni di diritto privato della Facoltà di Giurisprudenza dell'Università di Roma "La Sapienza", per poi passare alla cattedra di Diritto civile che tiene fino al 2018, quindi il pensionamento e la nomina a professore emerito nel 2019. Dal 2002, ha diretto il master universitario di II livello in Diritto privato europeo e della cooperazione della stessa facoltà, materie che ha tenuto per incarico fin dal 1996, assieme ad altri insegnamenti.
Ha insegnato Istituzioni di diritto privato pure alla LUISS di Roma e, dal 2019, ha insegnato Filosofia del diritto presso Unitelma Sapienza.
È stato “visiting professor” presso la School of Law, University of Oregon (1977, 1979, 1985); la University of California a Berkeley (1979); la University of London, presso l'Institute of Advanced Legal Studies (1982); la Faculté Internationale de Droit comparé a Mannheim (1984) e Coimbra (1986); l'Università di Barcellona (1989); l'Università di Granada (1990); l'Università di Oxford e l'Università di Londra-UCL.
Dal 1995, ha svolto all'estero vari corsi estivi (nonché uno sui Fondamenti del diritto italiano) per conto del Consiglio nazionale forense, fra cui Malta, Regno Unito (Institute of Advanced Legal Studies e King's College di Londra) e USA (Università Temple di Philadelphia, Boston Suffolck University, Kansas Missouri University).
Gli è stata conferita la laurea honoris causa in Giurisprudenza dall'Università Complutense di Madrid (1996), dall'Universidad Nacional Mayor de San Marcos di Lima (2007) e dall'Università di Buenos Aires (2008).
È stato socio nazionale dell'Accademia Nazionale dei Lincei, socio onorario dell'Accademia Ligure di Scienze e Lettere (dal 2008), dell'Accademia Virgiliana, socio corrispondente della British Academy (1984), nonché membro onorario del "Gray's Inn" (1998), dell'European Consumer Law Group (1999) e dell'Inter-American Bar Association (2010).
È stato parte del consiglio editoriale della Eurilink Press, la casa editrice della Link Campus University.
Durante la sua carriera forense, l'ex Presidente del Consiglio dei ministri Giuseppe Conte ha collaborato con lui.

## Carriera

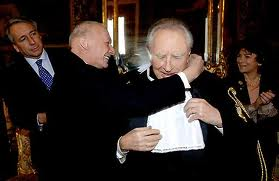
Guido Alpa e Carlo Azeglio Ciampi nel 2006

Fra i maggiori civilisti a livello internazionale, è stato il presidente del Consiglio Nazionale Forense dal 2004 al 2015.
Il 14 aprile 2014 è stato nominato nel cda di Finmeccanica (dal 2016, Leonardo-Finmeccanica).
Avvocato iscritto all'Ordine di Genova dal 1974, è abilitato al patrocinio davanti alle giurisdizioni superiori ed opera prevalentemente nel settore degli arbitrati, interni e internazionali, del diritto commerciale-societario, del diritto dei contratti, del diritto bancario e assicurativo. Fino al 2013 è stato membro del Consiglio di Amministrazione delle Assicurazioni Carige, e successivamente consigliere di Mediobanca.
Maestro e mentore di Giuseppe Conte, col quale ha firmato numerose pubblicazioni, nel 2002 è membro della commissione giudicatrice per la nomina di un "professore ordinario di Diritto privato in un concorso indetto dal dipartimento di Giurisprudenza dell'Università della Campania 'L. Vanvitelli'", vinto dal professor Conte. Dal 1991 è ordinario di Diritto civile e di Istituzioni di diritto privato all'Università "La Sapienza" di Roma, e nel 2002 apre a proprio nome un noto studio legale nel centro capitolino..
Dai CV pubblici di Conte, risulta che questi fu partecipe fin dalla nascita dello studio legale, e nel 2018 chiarì che fu "coinquilino" nello stesso stabile che ospitava lo studio di Alpa, senza entrare in contitolarità o associazione professionale.
Dirige i codici commentati Garofoli, usati per le prove scritte dell'esame di Avvocato, anche negli anni in cui era Presidente del Consiglio Nazionale Forense.
È condirettore delle seguenti riviste: European Business Law Review; Economia e diritto del terziario (FrancoAngeli); Contratto e impresa (Cedam); Contratto e impresa (Cedam); Europa (Cedam); Diritto dell'informazione e dell'informatica (A. Giuffré); Nuova Giurisprudenza Civile e Commentata (Cedam); Responsabilità civile e previdenza (Giuffré); Rivista critica di diritto privato (Jovene); Diritto dei consumi (FCE); Europa e diritto privato (Giuffré); I contratti (Ipsoa); Rivista trimestrale di diritto dell'economia (Luiss, Roma); Rivista del diritto commerciale e del diritto generale delle obbligazioni (Piccin Nuova Libraria, Padova). Fa parte inoltre del Comitato scientifico della rivista: Il Foro Padano.
Procuratore legale iscritto all'Albo del distretto di Genova dal 1974, avvocato dal 1980 e avvocato patrocinante in Cassazione dal 1984, del Consiglio Nazionale Forense ne è stato membro dal 1995, vicepresidente dal 2001 al 2004, e presidente dal 2004 al 2015.
È stato membro del C.d.A. della Fondazione Cesar dal 1993 al 1998; presidente del Consiglio Consultivo degli Utenti (1994-1997); consigliere dell'ISVAP; membro del Consiglio direttivo dell'Associazione Italiana per l'Arbitrato; membro del comitato scientifico dell'ISDACI per la diffusione della cultura arbitrale; segretario dell'Associazione Henri Capitant (gruppo italiano); membro dello Study Group for a European Civil Code (1995-2005).
È stato membro del Consiglio direttivo dell'Associazione Italiana di Diritto Comparato; dell'Associazione internazionale di diritto comparato; del Consiglio direttivo nazionale dell'Associazione Internazionale di Diritto Assicurativo (dal 1996).
È stato altresì membro della Commissione Ministeriale "Giannini" per la soppressione degli enti inutili (1977); della Commissione Ministeriale "Mirabelli" per la disciplina della privacy e le banche dati (1981); della Commissione Ministeriale "Paladin" istituita dal Presidente Francesco Cossiga per la riforma del CSM (1989); della Commissione consultiva della Consob (dal 1986 al 1993); del consiglio direttivo dell'ISVAP; della Commissione INAIL per la riforma della disciplina degli infortuni sul lavoro (1995); della Commissione presso il Dipartimento degli Affari sociali sulla pubblicità comparativa e sui contratti dei consumatori (1994); della Commissione presso il Ministero della Giustizia sull'arbitrato dei consumatori (1996-1997); della Commissione di esperti presso l'Autorità per l'Informatica della Pubblica Amministrazione (1995-1997).
È stato inoltre presidente della sezione ligure dell'Associazione internazionale di diritto assicurativo (dal 1994 al 1998); presidente della Commissione regionale ligure di controllo dei promotori finanziari (dal 1991 alla riforma dell'albo dei promotori); consulente dell'Autorità per l'Informatica della pubblica amministrazione; membro del consiglio di amministrazione di Banca Carige, e fino alla morte del c.d.a. di Carige Italia.
È stato anche membro della Commissione Ministeriale per la Riforma del V Libro del Codice Civile, mentre, per il settore delle Telecomunicazioni, ha predisposto la bozza dei Regolamenti relativi ai conflitti tra gestori e utenti per l'Autorità delle Telecomunicazioni.

## Principali pubblicazioni

### Monografie
- Manuale di diritto dei consumatori, Roma-Bari, Editori Laterza, 1995.
- Le fonti non scritte e l'interpretazione, Torino, UTET, 1999, ISBN 88-02-05484-3.
- L'arte del giudicare, Roma-Bari, Editori Laterza, 1996, ISBN 88-420-4997-2.
- Manuale di diritto privato, Padova, Cedam, 2005.
- Corso di diritto contrattuale, Padova, Cedam, 2005.
- Compendio del nuovo diritto privato, Torino, Utet, 2000.
- Trattato di diritto civile, I volume: Fonti, storia, interpretazione, Milano, Dott. A. Giuffrè Editore, 2000.
- La formazione giurisprudenziale, Torino, Utet, 2000.
- La cultura delle regole. Storia del diritto civile italiano, Roma-Bari, Editori Laterza, 2000.
- Istituzioni di diritto privato. Nozioni, Torino, Utet, 2001.
- L’interpretazione del contratto, Milano, Dott. A. Giuffrè Editore, 2001.
- La responsabilità civile, Milano, Dott. A. Giuffrè Editore, 2001 (3 ed.).
- I diritti dei consumatori e degli utenti, Milano, Dott. A. Giuffrè Editore, 2001.
- Istituzioni di diritto privato. Problemi, Torino, Utet, 2002.
- Il diritto dei consumatori, Roma-Bari, Editori Laterza, 2002.
- Diritto della responsabilità civile, Roma-Bari, Editori Laterza, 2003.
- Diritto contrattuale europeo e diritti dei consumatori. L’integrazione europea e il processo civile, Materiali del seminario del 12 luglio 2002, Milano, Dott. A. Giuffrè Editore, 2003.
- Il danno biologico, Padova, Cedam, 2003 (3 ed.).
- La trasparenza dei contratti bancari, Bari, Cacucci Editore, 2003.
- Un progetto di ricerca sulla storia dell’avvocatura, Bologna, Il Mulino, 2003.
- Casi scelti in tema di responsabilità civile, Padova, Cedam, 2003.
- Il diritto privato nel prisma della comparazione, Torino, Giappichelli Editore, 2004.
- La risoluzione stragiudiziale delle controversie e il ruolo dell’avvocatura, Milano, Dott. A. Giuffrè Editore, 2004.
- La nobiltà della professione forense, Bari, Cacucci Editore, 2004.
- L'avvocato, Bologna, Il Mulino, 2011 (3 ed.).
- Avvocati e procuratori, Bologna, Il Mulino, 2005.
- Introduzione al diritto dei consumatori, Roma-Bari, Editori Laterza, 2006 (3 ed.).
- Corso di diritto contrattuale, Padova, Cedam, 2006.
- Introduzione al diritto contrattuale europeo, Roma-Bari, Editori Laterza, 2007.
- I custodi del diritto, Padova, Il Sole 24 ore Edizioni, 2007.
- Che cos’è il diritto privato, Roma-Bari, Editori Laterza, 2007.
- Manuale di diritto privato, Padova, Cedam, 2011 (7 ed.).
- La responsabilità civile. Principi, Torino, Utet, 2010.
- La responsabilità civile. Parte generale (Rassegna Bigiavi), Torino, Utet, 2010.
- Le stagioni del contratto, Bologna, Il Mulino, 2012.
- Diritto privato comparato (con M.J. Bonell, D. Corapi, L. Moccia, V. Zeno Zencovich, A. Zoppini), Roma-Bari, Editori Laterza, 2008 (3 ed.).
- Arbitrati (Rituale, irrituale, internazionale, consumatori, Uncitral, investimenti, sportivo) (con V. Vigoriti), Torino, Utet, 2012.
- Paolo Grossi: alla ricerca dell'ordine giuridico (a cura di), Roma-Bari, Editori Laterza, 2011.
- Il contratto nel common law inglese (con G. Delfino), Padova, Cedam, 2005 (5 ed.).
- Fondamenti di diritto privato europeo (con M. Andenas), Milano, Dott. A. Giuffrè Editore, 2005.

### Curatele italiane
- Commentario breve al c.c. Leggi complementari, Padova, Cedam, 2003 (4 ed.).
- Il codice civile europeo. Fonti ed effetti. Materiali del seminario dell’8/9 novembre 2002, Milano, Dott. A. Giuffrè Editore, 2004.
- Diritto pubblico e diritto privato nella formazione del mercato unico. Materiali del seminario dell’8 luglio 2004, Milano, Dott. A. Giuffrè Editore, 2005.
- Il diritto nella società moderna. Atti del convegno in onore di S. Rodotà, Napoli, Jovene, 2005.
- Il giudice e l’uso delle sentenze straniere. Quaderni di Rassegna Forense, Atti del seminario del 21 ottobre 2005, Milano, Dott. A. Giuffrè Editore, 2006.
- I principi generali. Trattato di diritto privato, curata assieme a G. Iudica, P. Zatti, Milano, Dott. A. Giuffrè Editore, 2006.
- Le clausole vessatorie nei contratti del consumatore, curata con S. Patti, Milano, Dott. A. Giuffré Editore, 2003.
- Lezioni di diritto privato europeo, curata con G. Capilli, Padova, Cedam, 2007.
- Il Draft Common Frame of Reference del diritto privato europeo, curata con G. Iudica, U. Perfetti, P. Zatti, Padova, Cedam, 2009.
- Le assicurazioni private, 3 voll., Rassegna Bigiavi, Torino, Utet, 2006.
- Codici deontologici e autonomia privata. Atti del Seminario di studi per il ventennale de "La nuova giurisprudenza civile commentata", curata con P. Zatti, Quaderni di Rassegna forense, Milano, Dott. A. Giuffrè Editore, 2006.
- Il progetto italo-francese delle obbligazioni (1927). Un modello di armonizzazione nell'epoca della ricodificazione, curata assieme a G. Chiodi, Quaderni di Rassegna forense, Dott. A. Giuffrè Editore, 2007.
- Atti del XXVIII Congresso nazionale dell'avvocatura italiana. I contributi del CNF, Quaderni di Rassegna forense, Milano, Dott. A. Giuffrè Editore, 2007.
- Atti del primo Congresso nazionale giuridico-forense del secondo dopoguerra (settembre-novembre 1947), curata con S. Borsacchi, R. Russo, Bologna, Il Mulino, 2008.
- Un modello di armonizzazione nell'epoca della ricodificazione, curata con G. Chiodi, Quaderni di rassegna Forense, Milano, Dott. A. Giuffrè Editore, 2007.
- Seminari di aggiornamento professionale (2007-2009), Quaderni di Rassegna forense,  Roma-Napoli, ESI, 2009.
- Le modifiche al codice di procedura civile, Quaderni di rassegna forense, Roma-Napoli, ESI, 2010.
- Giurisdizioni di legittimità e regole di accesso. Esperienze europee a confronto, curata con V. Carbone, Bologna, Il Mulino, 2011.
- Le metamorfosi del diritto di proprietà. Antologia, curata con Andrea Fusaro, Matera, Casa Editrice Antezza, 2011.

### Pubblicazioni in lingua straniera
- “Tratado de la Buena Fe en el Derecho. Evolución del Principio”, Marcos Mauricio Córdoba Editor, Laje, Alejandro, Coordinador, Ed. Universidad Abierta Interamericana, Buenos Aires, 2019. 896 páginas. ISBN 978-987-4023-67-4.
- “Tratado de la Buena Fe en el Derecho” Marcos Mauricio Córdoba Editor,Obra de noventa autores, Doctores en Ciencias Jurídicas. Editorial La Ley. Abril de 2004. Tomo 1° ISBN 987-03-0314-5. 1135 páginas. Tomo 2° ISBN 987-03-0338-2. 610 páginas.[17]
- In Partibus Angliae: Images of the “Common Law” in Italian Legal Culture, in Mediterranean journal of Human Rights, vol. 5, 2001;
- Trading on line and the protection of the Consumer, in Kluwer Law International, 2002;
- European private Law: Results, Projects and Hopes, in EBLR, vol 14.n. 4 ,2003;
- Harmonisation of Contract Law and the Plan for a European Civil Code , in EBLR, vol. 15 , n. 1, 2004:
- Mergers: Remedies and Freedom of Contract, in EBLR, vol. 15, n. 2, 2004:
- The Harmonisation of the EC Law of Financial markets in the Perspective of Consumer protection, in EBLR, vol. 15, n.3, 2004;
- A Glance at Unfair Terms in Italy and the United Kingdom, in EBLR, vol. 15, n. 5, 2004;
- Rules on Competition and Fair Trading, in H. Collins (ed.) The Forthcoming EC Directive on Unfair and Commercial practices, 91-110, Kluwer Law International, 2004;
- Derecho Moderno, Liber Amicorum Marcos M. Córdoba, "Autonomia delle parti e scelta della legge applicabile al contratto interno” T.I. Editorial Rubinzal Culzoni, 2013. ISBN 978-987-30-0411-7. L'opera è stata dichiarata di "Interesse legale dall'Assemblea Legislativa della Città Autonoma di Buenos Aires per risoluzione 417/2016[18]
- New perspectives in the Protection of Consumers: A general Overview and some Criticism on Financial Services, in EBLR, vol. 16, n.4, 2005;
- Commercial Contracts: Freedom, Pratice and Rules in Italian Law, in EBLR, vol. 16, n. 6, 2005;
- The British Contribution to Italian legal Thinking, in The British Contribution to the Europe of the Twenty-First century, edited by B. Markesinis, 2002;
- Tradition and Europeanization in Italia Law, BIICL, 2005;
- Compensation for personal Injury in English, German and Italian Law, A Comparative Outline, B.Markesinis, M. Coester, G. Alpa, A. Ullstein, CSICL, 2005;
- The Administration of justice and the Role of Lawyers, in EBLR, vol. 17, n. 4, 2006;
- Basil Markesinis, Comparative law in the Courtroom and Classroom, Book Reviews G. Alpa, in ICLQ, vol. 55, part 2, 2006;
- The Age of Rebuilding, Sketches of the new Italian Private Law, ICLQ Editor, 2007;
- Italian Private Law, G. Alpa e V. Vincenzo Zeno Zencovich , Cavendish, 2007;
- Notes on transparency in Banking and Financial Services and Transaction, in EBLR, 1, 2007;
- Le code de commerce et l'Italie: quelques réflexions sur l'histoire et les perspectives du droit commercial, in Rev. int. de droit comparé, n. 2, 2007;
- Grundlagen des Europäischen Privatrechts, G. Alpa e M. Andenas, Springer, 2009;
- What is private law? PAC, 2010;
- Markets and comparative law, BIICL, 2010;
- Autonomie des parties et libertè contractuelle, aujourd'hui , in Revue des contrats, avril 2009;
- Compensation for personal Injury in English, German and Italian Law, A Comparative Outline, B.Markesinis, M. Coester, G. Alpa, A. Ullstein, CSICL, 2 ed. 2011;
- Towards a European Contract Law, in Towards a European Contract Law Edited by Reiner Schulze, Jules Stuyck, Sellier, 2011;
- Gli obblighi informativi precontrattuali nei contratti di investimento finanziario. Per l'armonizzazione dei modelli regolatori e per l'uniformazione delle regole di diritto comune, in Leçons du Droit Civil. Mélanges en l'honneur de François Chabas, Bruylant, 2011;
- The Common Frame of Reference and the Europeanization of the Private Law, in Liber Amicorum Mário Frota, A causa dos direitos dos consumidores, Almedina, 2011;
- Réflexions sur le dommage contractual. Philologie, conceptualisme et problems d'harmonisation du droit, in Revue intern. de droit compare, n. 4, 2011;
- The Proposed Common European Sales Law - the Lawyers' View, Munchen, 2013.